# Fuoco fatuo (romanzo)
Fuoco fatuo (Le Feu follet) è un romanzo dello scrittore e saggista francese Pierre Drieu La Rochelle.
Da questo romanzo Louis Malle ha tratto il film Fuoco fatuo del 1963 ed il regista norvegese Joachim Trier ha tratto ispirazione per Oslo, 31. august.

## Trama
Il breve romanzo fu ispirato dal suicidio, il 5 novembre 1929, dello scrittore surrealista Jacques Rigaut, amico di Drieu (che morirà suicida anche lui). La testimonianza - difficile dire quanto fedele alla realtà - del percorso che conduce alla morte il personaggio di Alain (cioè Rigaut) è l'occasione per realizzare un affresco d'insieme della società francese, soprattutto parigina, dell'alta borghesia. Anche qui Drieu inserisce molto di se stesso nel protagonista. La frenetica ricerca delle donne e del sesso, la tendenza a farsi mantenere da loro per vivere nella pigrizia e comprare altre donne, l'osservazione analitica della società che lo circonda e dalla quale non riesce a ricavare nulla se non disgusto per la mancanza di ideali forti.
L'azione copre l'arco di un giorno e di una notte e vi è grande intensità e tensione di vita proprio perché Alain ricerca disperatamente un motivo di sopravvivenza perché liberarsi dalla dipendenza della droga appare più un pretesto che non l'obiettivo. Sa già che questo non sarà possibile, la lotta ha in sé un motivo di sconfitta e un atto di ribellione estremo. L'ultima richiesta di aiuto alla moglie separata, Dorothy, è fatta perché questa non risponda all'appello, è volutamente ambigua e anodina se paragonata alla situazione. La cena, l'ultima, in una ricca casa si trasforma nella rappresentazione del disagio sociale e morale di Alain. Esisto, sono tra di voi ma non mi vedete e non mi accettate perché sono diverso e non posso, non potrò mai essere come voi, sembra dire Alain. Così è anche la visita all'amico Dubourg, compagno di vizio ora sposato e avviato verso una tranquilla vita dedicata agli studi di egittologia, alla moglie insignificante e alle due figlie, presso il quale, che pure si interessa amorevolmente a lui, non trova alcun conforto e vede solo la mediocrità di un'esistenza ormai incentrata su inutili presunzioni come la scrittura. L'ultimo peregrinare per le vie di una Parigi deserta con un amico e poi la decisione.
Un'altra opera dell'autore, Addio a Gonzague, tratta lo stesso tema, ma appare più intimistica e, per certi aspetti, autobiografica, se si pensa al suicidio dello stesso Drieu. 

## Edizioni italiane
- Fuoco fatuo, trad. di Donatella Pini, Collana Narrativa, Milano, Sugar, 1963; Collana Garzanti per tutti n.73, Milano, Garzanti, 1966.
- Fuoco fatuo, seguito da Addio a Gonzague, traduzione di Donatella Pini e Maria Pia Tosti Croce, a cura di Massimo Cescon, Collana Prosa e Poesia del Novecento n.5, Milano, SE, 1987. - Collana Oscar Classici Moderni n.228, Milano, Mondadori, 2008, ISBN 978-88-045-7652-5.
- Fuoco fatuo, traduzione di Maurizio Ferrara, Collana Narrativa, Bagno a Ripoli, Passigli, 2016, ISBN 978-88-368-1571-5.

| Controllo di autorità | VIAF (EN) 189616634 · GND (DE) 4196800-1 |